# EHF-Pokal 2007/08
Am EHF-Pokal 2007/08 nahmen insgesamt 56 Handball-Vereinsmannschaften teil, die sich in der vorangegangenen Saison in ihren Heimatländern für den Wettbewerb qualifizieren konnten. Es war die 27. Austragung des EHF-Pokals. Die Pokalspiele begannen am 1. September 2007, das Rückrundenfinale fand am 11. Mai 2008 statt. Sieger des EHF-Pokals in diesem Jahr wurde der deutsche Verein HSG Nordhorn. Titelverteidiger aus der Vorsaison war der deutsche Verein SC Magdeburg.

## Qualifikation

### Runde 1
|                       | Gesamt  |                      | Hinspiel | Rückspiel |
| --------------------- | ------- | -------------------- | -------- | --------- |
| HC Lovćen Cetinje     | 64 : 65 | HB Dudelange         | 30 : 30  | 34 : 35   |
| HC Tongeren           | 46 : 55 | HV Volendam          | 28 : 29  | 18 : 26   |
| HC Nikšić             | 48 : 59 | HC Bosna Visoko      | 21 : 21  | 27 : 38   |
| MŠK Považská Bystrica | 68 : 39 | HC Tiflis            | 33 : 25  | 35 : 14   |
| GTU Tiflis            | 40 : 53 | HC Vilnius           | 18 : 30  | 22 : 23   |
| KH Peja               | 51 : 60 | Mersin Yenişehir BSK | 20 : 25  | 31 : 35   |
| HC Dobrudscha         | 55 : 67 | HC Lokomotive Warna  | 23 : 28  | 32 : 39   |
| SPE Nikosia           | 42 : 71 | HC Dukla Prag        | 24 : 36  | 18 : 35   |

### Runde 2
|                        | Gesamt  |                      | Hinspiel | Rückspiel |
| ---------------------- | ------- | -------------------- | -------- | --------- |
| HC Portowyk Juschne    | 75 : 49 | HC Vilnius           | 40 : 27  | 35 : 22   |
| HC Dukla Prag          | 62 : 76 | Århus GF             | 29 : 38  | 33 : 38   |
| KV Sasja HC            | 51 : 55 | RK Zrenjanin         | 31 : 27  | 20 : 28   |
| Mersin Yenişehir BSK   | 52 : 54 | Roter Stern Belgrad  | 27 : 24  | 25 : 30   |
| MŠK Považská Bystrica  | 56 : 72 | Italgest Casarano    | 27 : 39  | 29 : 33   |
| KSE Debrecen           | 64 : 50 | HV Volendam          | 34 : 25  | 30 : 25   |
| Dinamo Bukarest        | 65 : 52 | AEK Athen            | 36 : 22  | 29 : 30   |
| SPE Nikosia            | 44 : 52 | HC Metalurg Skopje   | 26 : 21  | 18 : 31   |
| Maccabi Rishon Le Zion | 54 : 60 | ABC Braga            | 33 : 31  | 21 : 29   |
| HK Kopavogs            | 66 : 55 | Pallamano Conversano | 31 : 31  | 35 : 24   |
| Madeira Andebol SAD    | 66 : 61 | HB Dudelange         | 35 : 24  | 31 : 37   |
| VŠĮ Panevėžys          | 51 : 59 | HC Lokomotive Warna  | 27 : 32  | 24 : 27   |
| RK Kozina              | 72 : 69 | HC Bosna Visoko      | 37 : 37  | 35 : 32   |
| WAT Margareten         | 54 : 57 | Põlva KK             | 37 : 29  | 17 : 28   |
| HC Woblast Minsk       | 56 : 57 | Beşiktaş Istanbul    | 32 : 26  | 24 : 31   |
| KK Tallinn             | 56 : 64 | ASK Riga             | 28 : 32  | 28 : 32   |

## Hauptrunde

### Runde 3
Die Begegnungen der 3. Runde fanden am 16./17./18./23./24. November und am 16./17./18./21./24./25. Februar 2008 statt.
|                     | Gesamt   |                         | Hinspiel | Rückspiel |
| ------------------- | -------- | ----------------------- | -------- | --------- |
| Chambéry Savoie HB  | 55 : 52  | RK Zrenjanin            | 34 : 26  | 21 : 26   |
| TBV Lemgo           | 63 : 61  | Århus GF                | 33 : 32  | 30 : 29   |
| BM Granollers       | 73 : 47  | HC Lokomotive Warna     | 36 : 21  | 37 : 26   |
| HC Metalurg Skopje  | 53 : 46  | IK Sävehof              | 22 : 18  | 31 : 28   |
| CAI BM Aragón       | 66 : 62  | RK Kozina               | 34 : 28  | 32 : 34   |
| ASK Riga            | 53 : 55  | US Dunkerque HB         | 29 : 23  | 24 : 32   |
| Beşiktaş Istanbul   | 45 : 45* | RK Osijek               | 25 : 21  | 20 : 24   |
| Italgest Casarano   | 63 : 55  | Grasshopper Club Zürich | 32 : 27  | 31 : 28   |
| HC Portowyk Juschne | 57 : 56  | TV Großwallstadt        | 30 : 28  | 27 : 28   |
| KS Kielce           | 84 : 55  | Madeira Andebol SAD     | 46 : 25  | 38 : 30   |
| Dunaferr SE         | 68 : 49  | Dinamo Bukarest         | 32 : 22  | 36 : 27   |
| HSG Nordhorn        | 75 : 47  | Roter Stern Belgrad     | 33 : 20  | 42 : 27   |
| HK Kópavogs         | 48 : 62  | FCK Håndbold Kopenhagen | 24 : 26  | 24 : 36   |
| Põlva KK            | 58 : 62  | Kaustik Wolgograd       | 29 : 29  | 29 : 33   |
| KSE Debrecen        | 63 : 64  | SKIF Krasnodar          | 35 : 29  | 28 : 35   |
| RK Koper            | 54 : 52  | ABC Braga               | 34 : 25  | 20 : 27   |

* RK Osijek qualifizierte sich aufgrund der Auswärtstorregel für die nächste Runde.

### Achtelfinale
Die Begegnungen des Achtelfinals fanden am 06./08./09./10./15. Februar und am 09./16./17. Februar 2008 statt.
|                    | Gesamt  |                         | Hinspiel | Rückspiel |
| ------------------ | ------- | ----------------------- | -------- | --------- |
| Kaustik Wolgograd  | 47 : 48 | US Dunkerque HB         | 25 : 24  | 22 : 24   |
| HSG Nordhorn       | 70 : 56 | SKIF Krasnodar          | 35 : 25  | 35 : 31   |
| HC Metalurg Skopje | 54 : 53 | BM Granollers           | 29 : 26  | 25 : 27   |
| RK Koper           | 62 : 53 | TBV Lemgo               | 34 : 29  | 28 : 24   |
| Dunaferr SE        | 53 : 66 | CAI BM Aragón           | 29 : 30  | 24 : 36   |
| Italgest Casarano  | 63 : 64 | Portowyk Juschne        | 35 : 31  | 28 : 33   |
| Chambéry Savoie HB | 70 : 54 | KS Kielce               | 42 : 22  | 28 : 32   |
| RK Osijek          | 41 : 67 | FCK Håndbold Kopenhagen | 17 : 35  | 24 : 32   |

### Viertelfinale
Die Begegnungen des Achtelfinals fanden am 5./8./14. März und am 15./16. März 2008 statt.
|                    | Gesamt  |                         | Hinspiel | Rückspiel |
| ------------------ | ------- | ----------------------- | -------- | --------- |
| HSG Nordhorn       | 72 : 60 | Portowyk Juschne        | 39 : 32  | 33 : 28   |
| US Dunkerque HB    | 50 : 71 | FCK Håndbold Kopenhagen | 24 : 34  | 26 : 37   |
| Chambéry Savoie HB | 60 : 61 | CAI BM Aragón           | 33 : 30  | 27 : 31   |
| HC Metalurg Skopje | 46 : 55 | RK Koper                | 27 : 24  | 19 : 31   |

### Halbfinale
Die Begegnungen des Halbfinales fanden am 5. April und am 12./13. April 2008 statt.
|           | Gesamt  |                         | Hinspiel | Rückspiel |
| --------- | ------- | ----------------------- | -------- | --------- |
| BM Aragón | 56 : 64 | HSG Nordhorn            | 26 : 25  | 30 : 39   |
| RK Koper  | 64 : 71 | FCK Håndbold Kopenhagen | 30 : 35  | 34 : 36   |

## Finale
Die Begegnungen des Finales finden am 4. und 11. Mai 2008 statt.
|              | Gesamt  |                         | Hinspiel | Rückspiel |
| ------------ | ------- | ----------------------- | -------- | --------- |
| HSG Nordhorn | 60 : 57 | FCK Håndbold Kopenhagen | 31 : 27  | 29 : 30   |